# Lovćenac

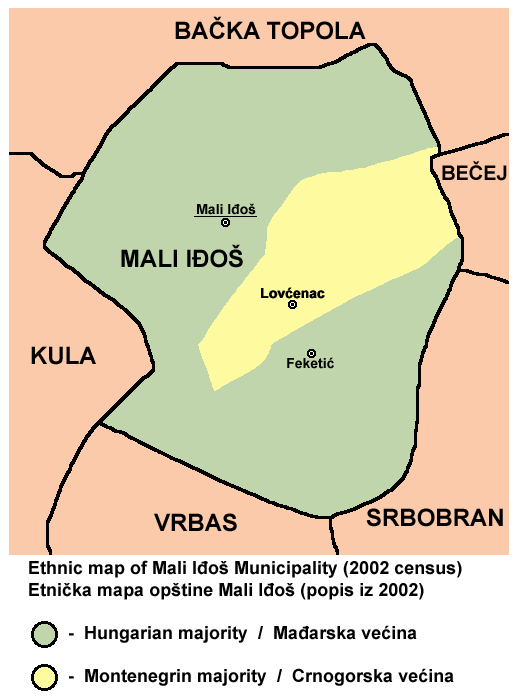
Mapa del municipio de Malí Iđoš.

Lovćenac (en serbio cirílico: Ловћенац; en húngaro: Szeghegy) es un pueblo situado en el municipio de Mali Iđoš, en el Distrito de Bačka del Norte, Voivodina, Serbia. El pueblo está habitado por una mayoría étnica montenegrina y su población es de 3.693 personas (censo de 2002).

## Topónimo
En Serbia, el pueblo es conocido como Lovćenac (Ловћенац), en alemán como Sekitsch (en el pasado rara vez Winkelsberg), y, en húngaro como Szeghegy. Su antiguo nombre en serbio fue Sekić (Секић). Después de la Segunda Guerra Mundial, el pueblo fue nombrado Lovćenac por los colonos montenegrinos inspirados en el Monte Lovćen situado en Montenegro. El nombre original húngaro de la aldea es Szeghegy, pero los húngaros también utilizaban la versión serbia del nombre en las formas Szikics y Szekics, así como los alemanes en forma Sekitsch. Una alternativa muy rara al nombre alemán fue Winkelsberg.

## Historia
El pueblo se data al menos en 1476. Durante el Imperio otomano, el pueblo de Sekić estuvo poblado por grupos étnicos serbios. Posteriormente, minorías étnicas alemanas se establecieron en 1786. Estos colonos alemanes, al principio, fueron un grupo conocido como los alemanes de Voivodina (Wojwodinedeutsche), pertenecientes a una rama de los Suabos del Danubio, desde 1920. En su punto máximo de población, la aldea tuvo una población de alrededor de 6.000 personas, en su mayoría alemanes. Después de la Segunda Guerra Mundial, los alemanes huyeron de la aldea, y fue entonces poblada por colonos procedentes de Montenegro, que ahora constituyen la mayoría de la población. Por otro lado, colonos húngaros se constituyeron hasta nuestros días en la vecina Feketić y en Malí Iđoš. 

## Personajes célebres
- Miodrag Kustudić, exfutbolista internacional con la selección de la República Federal Socialista de Yugoslavia.
- Danilo Popivoda, exfutbolista internacional con la selección de la República Federal Socialista de Yugoslavia.

## Galería

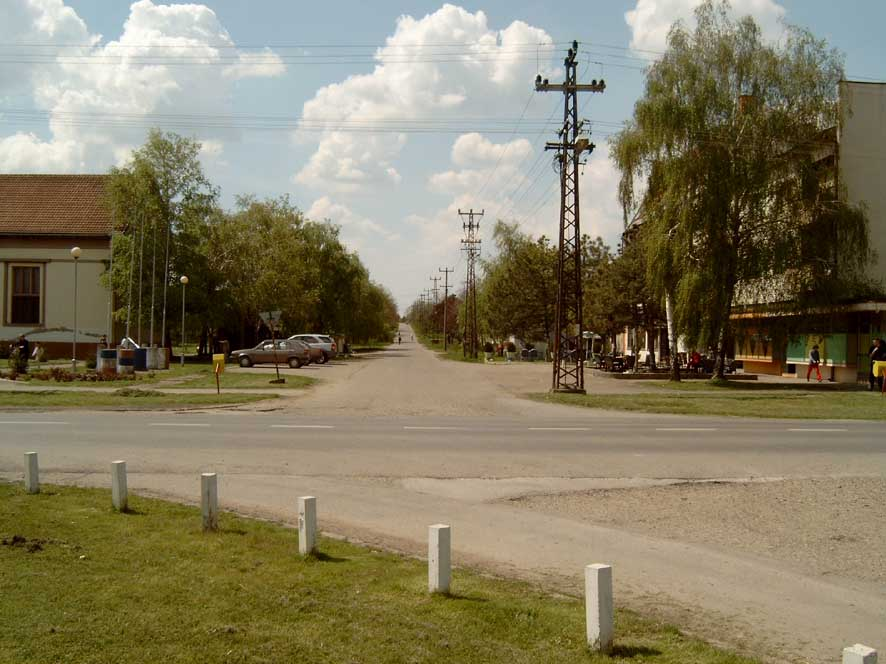
Una intersección en la carretera principal en Lovćenac hoy.
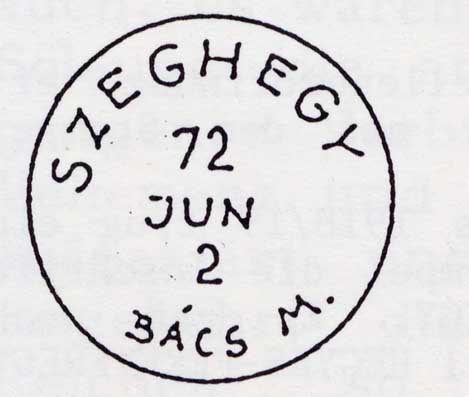
Sekić obtuvo su primera oficina de correos en 1872.
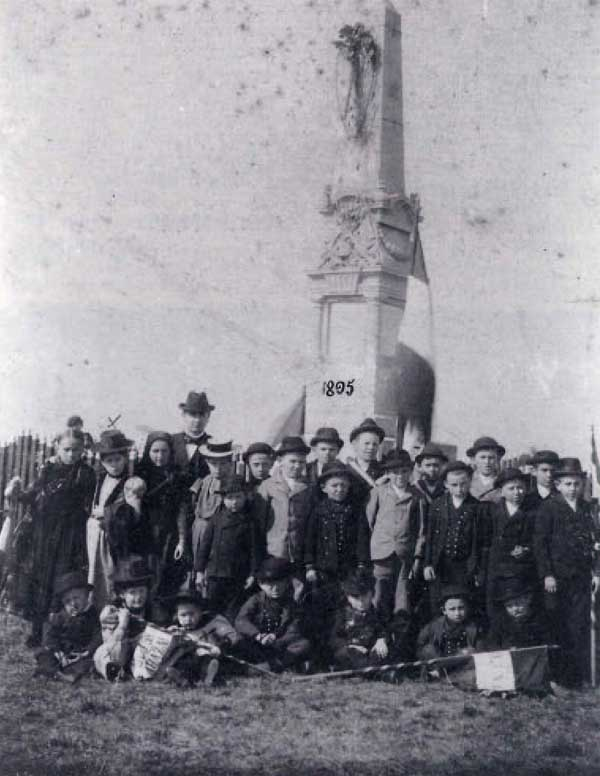
Este monumento, denominado "de Steen", fue erigida en 1895 para conmemorar a quienes murieron en el 1849 cerca de batalla Sekić (Lovćenac) entre los croatas (dirigido por Jelačić) y los húngaros (dirigido por Guyon).
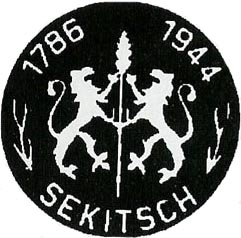
Este emblema, comúnmente aparecen en los libros sobre el alemán diáspora de Lovćenac, da las fechas de su habitación.